# Zeche Vereinigte Helene & Amalie
Die Zeche Vereinigte Helene & Amalie ist ein ehemaliges Steinkohlenbergwerk mit Schachtanlagen in den Essener Stadtteilen Altendorf und Altenessen. Das Bergwerk war auch unter den Namen Zeche Vereinigte Helena & Amalie, Zeche Vereinigte Helene & Amalia und Zeche Vereinigte Helene Amalie bekannt. Die Zeche Helene & Amalie war eine der ersten Mergelzechen im Ruhrgebiet und zählte später zu den Gründungsmitgliedern des Rheinisch-Westfälischen Kohlen-Syndikats (1893) und des Vereins für die bergbaulichen Interessen im Oberbergamtsbezirk Dortmund (). Die Zeche Vereinigte Helene & Amalie war in der zweiten Hälfte des 19. Jahrhunderts eines der bedeutendsten Bergwerke im zur preußischen Rheinprovinz gehörenden westlichen Teil des Ruhrgebiets.

## Geschichte

### Die Anfänge
Am 4. September 1839 beantragte Georg Friedrich Wülbern beim Bergamt Essen-Werden einen Schürfschein für den Bereich zwischen dem Grubenfeld der Zeche Friederika und dem rechten Ufer des Herbrügger Mühlenbaches. Wülbern wollte in dem angegebenen Bereich nach Kohle schürfen. Am 7. September desselben Jahres wurde der Schürfschein erstellt. Am 10. November desselben Jahres wurde die 1. Mutungsbohrung in der Nähe der Stollenrösche der Zeche Schölerpad niedergebracht. Bereits diese 1. Mutungsbohrung war erfolgreich, denn bei einer Teufe von 17 Lachtern wurde ein Steinkohlenflöz mit einer Mächtigkeit von 40 Zoll aufgeschlossen. Bereits am darauffolgenden Tag wurde die Mutung für das Geviertfeld Vereinigte Helena & Amalia eingelegt. Als Muter trat der Gewerke Georg Friedrich Wülbern auf. Am 8. Mai 1840 wurde ein weiterer Schürfschein ausgestellt und anschließend eine 2. Mutungsbohrung niedergebracht. Diese 2. Bohrung wurde westlich von Segeroth niedergebracht und erbohrte hiermit bei einer Teufe von 35 7/8 Lachter ein Flöz mit einer Mächtigkeit von 72 Zoll. Auf dieses Flöz wurde im Anschluss an die Bohrung ebenfalls eine Mutung eingelegt. Noch im selben Jahr wurde mit den Teufarbeiten für den Schacht Amalia begonnen. Der Schacht wurde in Altendorf an der Zollstraße auf dem 2. Bohrloch angesetzt und hatte einen rechteckigen Querschnitt von 140 Zoll × 76 Zoll. Da im Bereich des Schachtansatzpunktes Fließsand vorhanden war, wurde der Schacht in einer Senkmauerung abgeteuft. Der Schacht wurde später mit dem Namen Alte Zeche Helene & Amalie belegt. Im Jahr 1842 erreichte der Schacht bei einer Teufe von 75 Metern das Karbon. Es wurde das Fundflöz aufgeschlossen und im Flöz horizontal eine Strecke aufgefahren. Außerdem wurde in diesem Jahr bei einer Teufe von 96 Metern ein Querschlag nach Süden angesetzt. Im selben Jahr wurde eine Fördermaschine mit einer Leistung von 40 PS installiert. Die Maschine wurde noch im selben Jahr ohne bergbehördliche Genehmigung in Betrieb genommen. Am 20. Oktober desselben Jahres wurde die Maschine auf Anordnung der Bergbehörde vorübergehend stillgelegt. Am 28. Februar des Jahres 1843 erfolgte die Inaugenscheinnahme des Bergwerks. Im selben Jahr wurde bei einer Teufe von 117 Metern (−59 m NN) die 1. Sohle und bei einer Teufe von 159 Metern (−101 m NN) die 2. Sohle angesetzt. Im Juli desselben Jahres wurde mit der Förderung begonnen. Noch im selben Jahr wurden die Grubenfelder Vereinigte Helene & Amalie Aline an G. F. Wülbern verliehen. Es wurde mit dem Bau einer Kokerei begonnen. Gegen Ende des Jahres erfolgte dann noch die Verleihung des Feldes Catharina II an Wilhelm Eigen.

### Die ersten Betriebsjahre
Am 22. April des Jahres 1844 konsolidierten die Geviertfelder Vereinigte Helene & Amalia, Aline und Catharina II zu Vereinigte Helene & Amalie. Am 26. Juli desselben Jahres befuhr Graf von Beust das Bergwerk. Von Beust war von der Hochdruckfördermaschine des Bergwerks, die mit einer Etagen-Korbförderung ausgestattet war und zwei acht 8 Scheffel Fördergefäße mit einem Mal fördern konnte, beeindruckt. Auch über die gute Qualität des erzeugten Kokses, der genügend groß und haltbar war, war von Beust erfreut. Am 30. November desselben Jahres wurde eine Änderung bei der Leitung der Gewerken geplant. Im Jahr darauf wurde die Gewerkschaft des Steinkohlenbergwerks Vereinigte Helene und Amalie gegründet. Repräsentant der Gewerkschaft wurde Friedrich Wilhelm Waldthausen. Gegen Ende des Jahres 1846 wurde das Geviertfeld Heiterkeit an Wilhelm Waldthausen verliehen. Im Jahr 1850 wurde mit den Teufarbeiten für einen zweiten Schacht begonnen. Der Schacht wurde etwa 300 Meter südlich vom alten Schacht an der Ecke Helenenstraße/Pferdebahnstraße angesetzt. Dieser Schacht wurde Neue Zeche Helene & Amalie genannt. Noch im selben Jahr erreichte der Schacht bei einer Teufe von 59 Metern das Karbon. Im Jahr 1852 wurde im neuen Schacht bei einer Teufe von 90 Metern (−31 m NN) die 1. Sohle und im Laufe des Jahres bei einer Teufe von 159 Metern (−100 m NN) die 2. Sohle angesetzt.angesetzt. Im darauffolgenden Jahr erhielt der zweite Schacht ein Anschlussgleis zur Köln-Mindener Eisenbahn. Das Bergwerk gehörte zu dieser Zeit zum Bergamtsbezirk Essen. Im Jahr 1854 wurde der neue Schacht zum Förderschacht und der alte Schacht zum Wetterschacht. Im darauffolgenden Jahr wurde am neuen Schacht eine Wasserhaltungsmaschine installiert. Die Maschine hatte einen Zylinderdurchmesser von 86 Zoll. Im Jahr 1856 wurde im neuen Schacht bei einer Teufe von 225 Metern (−167 m NN) die 3. Sohle angesetzt. Noch im selben Jahr wurde am neuen Schacht mit dem Bau einer neuen Fördermaschine begonnen. Der Bau der Fundamente war gegen Ende desselben Jahres abgeschlossen. Auf der zweiten Tiefbausohle wurden die Querschläge nach Süden und nach Norden um mehrere Lachter aufgefahren. Dabei kam es nur zu wenig Zulauf von Grubenwasser. Nachdem über Tage die Fundamente für die neue Fördermaschine fertiggestellt worden waren, konnte mit der Montage der neuen Fördermaschine begonnen werden. Zuvor musste noch die alte Maschine demontiert werden.
Die neue dampfgetriebene Fördermaschine wurde im Jahr 1857 installiert. Sie befand sich in einem separaten Gebäude und hatte eine Leistung von 250 PS. Als Seilträger wurden zwei Trommeln verwendet, zwischen denen eine Schwungscheibe angeordnet war. Die Maschine wurde noch im selben Jahr in Betrieb genommen. Außerdem wurde in diesem Jahr das Geviertfeld Ceres verliehen. Auf der 3. Sohle wurden über den Querschlag nach Süden und den Querschlag nach Norden bereits die bedeutendsten Flöze aufgeschlossen. Im Jahr 1858 wurde das Geviertfeld Pluto verliehen, dadurch umfasste die Berechtsame mittlerweile 5½ Felder. Im selben Jahr wurden im neuen Schacht die Schachtpumpen eingebaut. Unter Tage wurden die Ausrichtungsarbeiten weiter zügig vorangetrieben. Im Jahr 1859 wurden die Felder Pluto und Ceres mit dem Feld Vereinigte Helene und Amalie konsolidiert. Im Jahr 1861 wurde auf der ersten Tiefbausohle mit dem südlichen Querschlag das Flöz Dreckherrenbank angefahren. Der Abbau erfolgte auf der ersten und der zweiten Tiefbausohle. Das Bergwerk gehörte zu diesem Zeitpunkt zum Bergrevier Frohnhausen. Im selben Jahr wurde ein Feldertausch mit der Zeche Neuschölerpad durchgeführt. Im Jahr 1862 wurden auf der zweiten Tiefbausohle mit dem Querschlag nach Norden die Flöze Wiehagen, Rieckenbank und Nettelkönig durchfahren. Der Querschlag nach Süden wurde um 23 Lachter weiter aufgefahren. Die Vorrichtungsarbeiten auf der zweiten Tiefbausohle wurden weiter zügig fortgeführt. Die Grundstrecken sowohl auf der ersten als auch auf der zweiten Tiefbausohle wurden weiter betrieben. Es fand weiterhin Abbau auf beiden Tiefbausohlen statt. Im Jahr darauf wurde auf der zweiten Sohle ein östlich des Hauptquerschlags angesetzter Querschlag 72 Lachter in südlicher Richtung aufgefahren. Ein weiterer Querschlag wurde nach Norden und Süden aufgefahren. Im Jahr 1865 wurde im Niveau des Flözes Rieckenbank eine Hauptwetterstrecke aufgefahren. Die Strecke hatte einen Streckenquerschnitt von 30 Quadratfuß und wurde noch im selben Jahr mit dem alten Schacht durchschlägig. Über Tage wurde der direkte Anschluss an die am 1. September 1866 in Betrieb genommene Teilstrecke Osterrath–Essen RhE der Rheinischen Eisenbahn-Gesellschaft hergestellt; im gleichen Jahr wurde die altrechtliche Gewerkschaft Vereinigte Helene und Amalie in eine Gewerkschaft neuen Rechts mit 1000 Kuxen umgewandelt.

### Die weiteren Betriebsjahre
Im Jahr 1867 wurde begonnen, die maschinelle Streckenförderung einzurichten. Der Einbau erstreckte sich jedoch nur auf der 3. Sohle. Im selben Jahr wurde ein Feldertausch mit dem Kölner Bergwerks-Verein vorgenommen. Nach diesem Austausch von Feldesteilen umfasste die Berechtsame nun eine Fläche von 5,37 km². Im Jahr 1868 wurde die Arbeit an der maschinellen Streckenförderung weiter fortgeführt. Im Jahr darauf kam es zu einem Materialbruch an der Wasserhaltungsmaschine. Bedingt durch diesen Defekt soffen die Grubenbaue ab und mussten gesümpft werden. Dies führte zu erheblichen Störungen bei der Förderung. Über Tage wurde noch im selben Jahr mit dem Bau einer Kokerei auf dem Werksgelände am Schacht Amalie begonnen. Im Jahr 1870 wurde mit den Teufarbeiten für einen dritten Schacht begonnen. Der Schacht wurde im östlichen Feldesteil südlich von Altenessen, westlich der Twentmannstraße angesetzt. Der Schacht erhielt den Namen Schacht Helene. Der Schacht wurde erfolgreich durch die oberen Schichten geteuft. Die Teufarbeiten mussten aber 1870 wegen Arbeitermangels – bedingt durch den Ausbruch des Deutsch-Französischen Kriegs – unterbrochen werden. Über Tage wurde am Schacht Amalie eine Kohlenwäsche vom Typ Rexroth mit vier Setzkästen gebaut. Außerdem wurde am Schacht eine Zwillingsfördermaschine mit Spiraltrommeln installiert. Im Jahr darauf erreichte der Schacht Helene bei einer Teufe von 97 Metern das Karbon. Im selben Jahr wurde die Kokerei am neuen Schacht Amalie in Betrieb genommen und in den Folgejahren weiter ausgebaut. Im Jahr 1872 wurde im Schacht Helene bei einer Teufe von 150 Metern (−91 m NN) die 1. Sohle angesetzt. Die 2. Sohle wurde nicht angesetzt, jedoch wurde im Jahr 1873 bei einer Teufe von 215 Metern (−156 m NN) die 3. Sohle angesetzt. Im selben Jahr wurde über dem Schacht Helene ein Malakow-Turm errichtet. Noch im selben Jahr konnte der Schacht Helene die Förderung aufnehmen. Im Jahr 1875 wurde im Schacht Helene bei einer Teufe von 280 Metern (−221 m NN) die 4. Sohle angesetzt. Im Schacht Amalie wurden im selben Jahr bei einer Teufe von 324 Metern (−265 m NN) die 4. Sohle angesetzt. Über Tage wurde auf dem Werksgelände von Schacht Helene mit den Bauarbeiten für eine Kokerei begonnen. Beim Ausheben der Fundamente wurden Reste einer Grabstätte aus der fränkischen Zeit freigelegt. Im Jahr darauf kam es im Baufeld Amalie zu einem Wasserdurchbruch, bei dem die 4. Sohle zeitweise absoff. Das Wasser stammte aus Grubenbauen der bereits stillgelegten Zeche Neuschölerpad. Außerdem wurde in diesem Jahr die Kokerei an Schacht Helene errichtet. Im Jahr 1878 wurde ein Durchschlag zwischen den Baufeldern Helene und Amalie erstellt. Im Jahr 1879 wurde im Schacht Amalie bei einer Teufe von 410 Metern (−352 m NN) die 5. Sohle angesetzt.
Ab dem Jahr 1880 hatte das Bergwerk fast die Größe der Nachbarbergwerke erreicht (Zeche Bonifacius und verschiedene Zechen des Kölner Bergwerks-Vereins). Am 7. Februar des Jahres 1882 kam es auf dem Bergwerk zu einer Schlagwetterexplosion, hierbei wurden drei Bergleute getötet. Im Jahr 1883 wurde im Schacht Helene bei einer Teufe von 353 Metern (−294 m NN) die 5. Sohle angesetzt. Nachdem Friedrich Wilhelm Waldthausen gestorben war, übernahm Wilhelm Sonnenschein im Jahr 1887 den Vorsitz des Grubenvorstands. Unter seiner Leitung machte der Ausbau der beiden Betriebsanlagen gute Fortschritte. Im Jahr 1890 umfasste die Berechtsame sechs Geviertfelder. Im Jahr 1892 musste der Betrieb auf Amalie aufgrund eines Defekts an der Fördermaschine für vier Wochen eingestellt werden. Über Schacht Amalie wurde in diesem Jahr ein Fördergerüst aus Eisenfachwerk errichtet. Im Jahr 1894 wurde im Schacht Helene bei einer Teufe von 466 Metern (−407 m NN) die 6. Sohle angesetzt. Im darauffolgenden Jahr wurden die Teufarbeiten an Schacht Amalie wiederaufgenommen, und der Schacht wurde tiefer geteuft. Etwa zeitgleich wurde über ein Abhauen bei einer Teufe von 548 Metern (−489 m NN) die 6. Sohle angesetzt. Im Jahr 1896 wurde Schacht Amalie bis zur 6. Sohle fertiggestellt. Im Jahr 1897 wurde auf dem Betriebsteil Schacht Amalie eine neue Kohlenwäsche in Betrieb genommen, die einen stündlichen Durchsatz von 100 Tonnen Rohkohle hatte. Auf dem Werksgelände von Schacht Helene wurde im selben Jahr eine Maschinenhalle für die elektrische Beleuchtungsanlage errichtet. Das Bergwerk gehörte mittlerweile zum Bergrevier West-Essen. Im Jahr 1898 wurde mit den Teufarbeiten für den Schacht Bertha begonnen. Der Schacht wurde nur einige Meter neben Schacht Helene angesetzt und sollte als Wetterschacht genutzt werden. Im Baufeld von Schacht Amalie waren insgesamt elf Flöze in Verhieb, davon waren ein Flöz mit Bergemittel, die anderen zehn Flöze waren aus reiner Kohle. Die Mächtigkeit der Flöze lag zwischen 0,65 und 1,5 Metern, bei dem Flöz mit Bergemittel lag die Mächtigkeit der Bergemittel zwischen 0,5 und 0,6 Meter. Auf dem Baufeld von Schacht Helene waren insgesamt 18 Flöze mit einer Mächtigkeit von 0,7 bis 1,8 Metern in Bau, davon waren sechs Flöze mit Bergeanteil, die anderen zwölf Flöze waren aus reiner Kohle. Bei den Flözen mit Bergemittel lag die Mächtigkeit der Bergemittel zwischen 0,05 und 0,15 Meter. Im Jahr 1900 wurde ein Durchschlag zwischen den Feldern von Amalie und Helene erstellt. Im selben Jahr ging der Schacht Bertha bis zur 3. Sohle in Betrieb. Im Jahr darauf wurde im Schacht Bertha mit der Förderung begonnen. Der Betriebsteil Helene/Bertha war nun zur Doppelschachtanlage ausgebaut.

### Der weitere Ausbau des Bergwerks
Im Jahr 1902 wurde über Schacht Helene ein stählernes Fördergerüst errichtet. Im Jahr 1903 wurden die Teufarbeiten am Schacht Amalie weitergeführt, und der Schacht wurde tiefer geteuft. Im Jahr 1904 wurde mit den Teufarbeiten für einen neuen Schacht begonnen. Der Schacht, der zunächst als Schacht Amalie II bezeichnet wurde, wurde neben Schacht Amalie angesetzt. Im selben Jahr wurden im Schacht Amalie bei einer Teufe von 678 Metern (−620 m NN) die 7. Sohle angesetzt. Außerdem wurden in diesem Jahr die Teufarbeiten am Schacht Helene weitergeführt, und der Schacht wurde tiefer geteuft. Die Leitung des Grubenvorstandes übernahm in diesem Jahr Otto Krawehl. Im Jahr 1905 wurden im Schacht Helene bei einer Teufe von 570 Metern (−511 m NN) eine Teilsohle der 7. Sohle angesetzt. Der Wetterschacht Bertha wurde in diesem Jahr bis zur 4. Sohle in Betrieb genommen. Im Jahr 1906 wurde der Schacht Amalie II mit der 5. Sohle durchschlägig. Im Jahr 1907 wurde der Schacht mit einem Klönne-Fördergerüst ausgestattet. Im selben Jahr erhielt Schacht Amalie eine neue Fördermaschine. Bei der Maschine, die von der Gutehoffnungshütte erbaut worden war, handelte es sich um eine Zwillings-Tandemmaschine. Als Seilträger diente eine Treibscheibe. Im Jahr 1908 wurde der Schacht Amalie II bis zur 7. Sohle fertiggestellt. Noch im selben Jahr wurde der Schacht in Förderung genommen. Dadurch war nun auch dieser Betriebsteil zur Doppelschachtanlage ausgebaut worden. Im selben Jahr wurden die Teufarbeiten am Schacht Bertha wiederaufgenommen, und der Schacht wurde tiefer geteuft. Noch im selben Jahr erreichte der Schacht die 5. Sohle. Im Jahr 1909 wurden an der Fördermaschine von Schacht Amalie umfangreiche Versuche durchgeführt. Hierbei wurde das Verhalten der Maschine im Normalbetrieb und beim Übertreiben überprüft. Im Jahr 1910 wurde der Schacht Bertha mit der 6. Sohle durchschlägig. Im selben Jahr wurde auf dem Betriebsteil Amalie eine Brikettfabrik in Betrieb genommen und auf dem Betriebsteil Helene mit der Benzolgewinnung begonnen. Im Jahr 1915 wurden die Teufarbeiten am Schacht Bertha wiederaufgenommen, und der Schacht wurde tiefer geteuft. Im Jahr darauf erreichte der Schacht die 8. Sohle. Im Jahr 1919 wurde der erste Tiefbauschacht an der Zollstraße verfüllt. Im selben Jahr wurde Schacht Amalie zum Wetterschacht ausgebaut. Im darauffolgenden Jahr vom Baufeld Helene aus auf der 7. Sohle mit der Auffahrung einer Richtstrecke zum Baufeld Amalie begonnen. Am 20. August des Jahres 1921 kam es auf dem Bergwerk zu einer Kohlenstaubexplosion, hierbei verloren zwölf Bergleute ihr Leben. Noch im selben Jahr wurde ein Interessensgemeinschaftsvertrag zwischen der Zeche Ver. Helene & Amalie und der Friedrich Krupp AG abgeschlossen.

### Die letzten Jahre
Im Jahr 1922 wurden die beiden Baufelder Helene und Amalie auf der 7. Sohle miteinander verbunden. Noch im selben Jahr wurde mit den Teufarbeiten für den Schacht Barbara begonnen. Der Schacht sollte als Förderschacht in Betrieb gehen. Er wurde 1,3 Kilometer nordöstlich vom Schacht Amalie angesetzt. Am 31. Mai desselben Jahres kam es auf Amalie zu einer Kohlenstaubexplosion, bei diesem Grubenunglück wurden 24 Bergleute getötet. Im Jahr 1924 war der Schacht Barbara fertiggestellt. Der Schacht war bis zur 3. Sohle durchschlägig und wurde für beide Baufelder als Wetterschacht genutzt. Im Jahr 1926 wurden die Teufarbeiten am Schacht Bertha weitergeführt und der Schacht wurde tiefer geteuft. Noch im selben Jahr wurde bei einer Teufe von 808 Metern (−749 m NN) die 8. Sohle angesetzt. Der Wetterschacht Barbara wurde im selben Jahr bis zur 8. Sohle in Betrieb genommen. Ab 1927 wurden die Zechen Amalie und Helene komplett von Krupp übernommen und in der Friedrich Krupp AG Bergwerke Essen fortgeführt. In den Folgejahren wurde der Kohleabbau der Essener Krupp-Zechen Ver. Sälzer & Neuack, Amalie und Helene neugeordnet. Die Zeche Ver. Helene & Amalie wurde aufgespalten; die Schachtanlage Amalie bildete mit Ver. Sälzer & Neuack die Zeche Sälzer-Amalie. Die Zeche Helene wurde fortan als eigenständige Förderanlage geführt. Im Jahr 1931 wurde auf Helene der Wetterschacht Helene bis zur 8. Sohle in Betrieb genommen. Im Jahr 1941 wurde der Wetterschacht Helene bis zur 9. Sohle in Betrieb genommen. Nachdem das Bergwerk im Zweiten Weltkrieg stark beschädigt worden war, erfolgte bereits 1945 die erneute Betriebsaufnahme. Im Jahr 1955 ging das Bergwerk in den Besitz der Bergwerke Essen-Rossenray AG, der Nachfolgegesellschaft der Krupp-Untergesellschaften, über. Im Jahr darauf wurde die 9. Sohle zur Hauptfördersohle. Im Jahr 1957 wurde auf der 9. Sohle ein Durchschlag mit der Zeche Sälzer-Amalie erstellt. Am 31. Mai 1963 wurde die Kokerei stillgelegt. Am 1. Juli 1965 wurde das Bergwerk stillgelegt; das Baufeld wurde der Zeche Amalie zugeschlagen.

## Förderung und Belegschaft
Auf dem Bergwerk wurden gute, stückreiche Fettkohlen gefördert. Die ersten Förderzahlen des Bergwerks stammen aus dem Jahr 1844, in diesem Jahr wurden 11.418 Tonnen Steinkohle gefördert. Die ersten Belegschaftszahlen des Bergwerks stammen aus dem Jahr 1850, in diesem Jahr waren 351 Mitarbeiter auf dem Bergwerk beschäftigt die eine Förderung von 227.916 preußischen Tonnen Steinkohle erbrachten. Im Jahr 1860 wurden mit 494 Beschäftigten eine Förderung von 571.064 preußischen Tonnen Steinkohle erbracht. Im Jahr 1866 wurden mit 714 Mitarbeitern 836.785 preußische Tonnen Steinkohle gefördert. Im Jahr 1870 lag die Belegschaftsstärke bei 738 Beschäftigten, die Förderung betrug 169.095 Tonnen Steinkohle. Im Jahr 1875 wurden mit 849 Mitarbeitern 250.995 Tonnen Steinkohle gefördert. Im Jahr 1880 wurde eine Förderung von 327.820 Tonnen Steinkohle erbracht. Die Belegschaftsstärke lag in diesem Jahr bei 1021 Beschäftigten. Die Zeche entwickelte sich sehr vielversprechend und konnte schon im Jahr 1890 eine jährliche Förderung von 548.257 Kohle vorweisen. Diese Förderung wurde mit 2086 Mitarbeitern erzielt. Neben Fettkohle wurde auf dem Bergwerk auch Gas- und Gasflammkohle gefördert. Im Jahr 1900 stieg die Förderung auf 804.137 Tonnen Steinkohle, die Belegschaftsstärke lag bei 2930 Beschäftigten. Im Jahr 1910 stieg die Förderung erneut an auf 817.891 Tonnen, die Belegschaftsstärke lag bei 2970 Beschäftigten. Im Jahr 1920 wurde eine Förderung von 854.295 Tonnen Steinkohle erbracht, die Belegschaftsstärke lag in diesem Jahr bei 4084 Beschäftigten. Im Jahr 1925 stieg die Förderung auf 980.675 Tonnen Steinkohle, die Belegschaftsstärke lag bei 4304 Beschäftigten. Im Jahr 1927 wurde die Marke von einer Million Tonnen überschritten. In diesem Jahr wurden mit 6367 Beschäftigten 1.658.226 Tonnen Steinkohle gefördert. Im Jahr 1935 wurden mit 3770 Beschäftigten rund 1,54 Millionen Tonnen Steinkohle gefördert. Im Jahr 1963 waren noch 1415 Mitarbeiter auf dem Bergwerk beschäftigt, es wurden 713.490 Tonnen Steinkohle gefördert. Dies sind die letzten bekannten Förder- und Belegschaftszahlen.

## Heutiger Zustand
Nach endgültiger Stilllegung wurden die letzten Schächte verfüllt und der größte Teil der Tagesanlagen abgebrochen. Erhalten blieben das 1915 fertiggestellte Verwaltungsgebäude beim Schacht Amalie (Helenenstraße 110 in Altendorf) und die 1927 erbaute Tageskaue mit Markenkontrolle beim Schacht Helene (Twentmannstraße 125 in Altenessen), beide von dem Essener Architekten Edmund Körner entworfen. Der seit 1965 leerstehende Bau an der Twentmannstraße wurde 1983 unter Denkmalschutz gestellt und nach 1989 im Rahmen der IBA Emscher Park restauriert und zum Bürogebäude umgenutzt. Das Verwaltungsgebäude an der Helenenstraße wurde im Lauf der Zeit erheblich verändert und vermutlich deshalb nicht als denkmalwert eingestuft. Das Zechengelände in Altenessen wurde zunächst als mögliche Trasse für eine Fortführung der Bundesautobahn 52 bereitgehalten, nach Verwerfung dieses Planes ist das Gelände heute als Helenenpark der Öffentlichkeit zugänglich.